# Louise Fribo
Louise Fribo (født 3. juli 1970 i København) er en dansk sanger, skuespiller og danser.

## Liv og karriere
Louise begyndte sin uddannelse på Bush Davies School i England. Umiddelbart efter medvirkede hun et helt år i musical’en Cats i Hamborg, hvor hun også spillede Askepot i Stephen Sondheims Into the Woods. Herefter fik hun sin danske debut som Cosette i Odense Teaters opsætning af musicalen Les Misérables, som hun også spillede på Østre Gasværks Teater med stor succes. Det var dog med Bernsteins Candide på Østre Gasværk, at hendes karriere tog fart. Hun spillede efterfølgende en række hovedroller i Tordenskiold, Cats (London), Cyrano, Snedronningen, Piraterne fra Penzance og som Nattens Dronning i Tryllefløjten i Fredensborg Sommeropera.
Hun blev siden uddannet som klassisk koloratursopran på Operaakademiet i 2003 og fik sin debut som Zerbinetta i Theater Lübeck. Siden har hun sunget mange steder i Europa, bl.a. i 2006 ved festspillene i Salzburg. I 2011 debuterede hun i USA, hvor hun sang sammen med John Malkovich i hans opera The Infernal Comedy.
Louise Fribo har også givet koncerter i Danmark med bl.a. Bent Fabricius Bjerre, og hun synger også danske sange og viser.

## Privatliv
Hun er (siden 2013) ikke længere i et forhold med faderen (David Springborg) til deres to børn.[kilde mangler]

## Udgivelser
- 2012: Look With Your Heart (cd)
- 2007: Coloratura Soprano (cd)
- 2006: Il Sogno di Scipione (dvd)
- 2004: En musikalsk rejse (cd)
- 2000: Drømte mig en drøm (cd)
- 1997: Glædelig jul (cd)

## Udvalgt filmografi
- 1995: Elsker, elsker ikke - Caja
- 1993: Hjælp - Min datter vil giftes - Trine
- 1986: Barndommens gade - Lisa

### Tegnefilm
- 1964: Mary Poppins - Mary Poppins
- 1991: Skønheden og udyret - Belle
- 1996: Jungledyret Hugo 2: Den store filmhelt - Sensuella
- 1997: Skønheden og udyret: Den fortryllede jul - Belle
- 1998: Skønheden og udyret: Belles magiske verden - Belle
- 1999: Kongen og jeg - Tuptim
- 2000: Hjælp! Jeg er en fisk - Sasha
- 2000: Den lille havfrue 2: Havets hemmelighed - Ariel
- 2008: Den lille havfrue 3: Historien om Ariel - Ariel

### Tv-serier
- 1992: Den lille havfrue (tv-serie) - Ariel
- 1992: Skibet i Skilteskoven - Julekalender, Skovfeen
- 1994: Riget I - Sanne Jeppesen
- 1995: Hallo det er jul - Julekalender, Jytte Mortensen
- 1997: Riget II
- 2001: Hos Mickey - Alice, Ariel, Belle og Tornerose
- 2003: Koalabrødrene – Mitzi
- 2017: Badehotellet - sæson 4, Bette Poulsen

## Priser
- 2008 Reumertprisen – Årets kvindelige birolle i Hoffmanns eventyr, Det Kongelige Teater
- 2006 Generation con Brio – som La Costanza i Mozarts Il Sogno di Scipione ved Festspillene i Salzburg
- 2003 Århus Sommeroperas Venner – som Blondchen i Mozarts Bortførelsen fra serailet
- 1992 Marguerite Viby-prisen – som Cunegonde i Candide